# HESA Azarakhsh
HESA Azarakhsh (persisch آذرخش, ‚Blitz‘) ist das erste im Iran konzipierte und gefertigte Kampfflugzeug. Es wird seit 1997 produziert. Allerdings wird angenommen, dass bislang nur sechs Exemplare tatsächlich im Dienst der iranischen Luftstreitkräfte stehen.

## Geschichte
Lange Zeit lagen der Welt keine Informationen darüber vor, dass der Iran eigenständig Kampfflugzeuge produziert. Im April 1997 jedoch ließ der iranische Generalstabschef verlauten, dass sein Land erfolgreich seinen ersten Kampfjet entwickelt und getestet habe.
Berichten zufolge wird das Flugzeug seit 1999 in Serie (zehn Stück pro Jahr) produziert. Im Jahr 2001 befanden sich allerdings erst sechs Stück im Inventar der iranischen Luftstreitkräfte.
Ein erfolgreicher Testflug wurde von der Presseagentur Fars News Agency im August 2007 berichtet. Im gleichen Jahr erklärte der iranische Verteidigungsminister Mostafa Mohammad Nadschar, das Flugzeug befände sich nunmehr im Status der „industriellen Produktion“ und die „Massenproduktion“ werde in Zukunft anlaufen. Gleichzeitig annoncierte er, dass an einem auf der Azarakhsh aufbauenden Nachfolgemodell der 5. Generation (HESA Saeqeh) gearbeitet werde.

## Konstruktion
Die HESA Azarakhsh weist deutliche Konstruktionsmerkmale des US-amerikanischen Typs Northrop F-5 auf, der in den Versionen E und F im iranischen Dienst steht. Es wird angenommen, dass das iranische Flugzeug im Grunde eine modifizierte F-5E/F ist, wobei wohl auch Merkmale anderer im Besitz des Iran stehender westlicher Typen (Grumman F-14 und McDonnell F-4) eingearbeitet wurden.
Es wird angenommen, dass die Azarakhsh mit einem im Iran gefertigten, auf dem russischen Typ Fasotron N019 Topas basierenden Radar sowie russischen Avionik-Komponenten ausgestattet ist.

## Technische Daten und Leistung
Da die Entwicklung des Flugzeugs bisher der Geheimhaltung unterliegt, liegen derzeit keine gesicherten Angaben über seine Leistungsmerkmale vor. Die sich mit der weltweiten Sicherheitspolitik befassende Organisation Globalsecurity.org stuft die Leistung der Azarakhsh in der gleichen Kategorie ein wie die der Northrop F-5E/F. Iranische Quellen hingegen vergleichen den Flugzeugtyp optimistisch mit der US-amerikanischen F/A-18 Hornet.